# E pluribus unum

E pluribus unum op het Great Seal van de Verenigde Staten

E pluribus unum is Latijn voor "uit velen één". Deze spreuk was onofficieel het nationaal motto van de Verenigde Staten, maar wordt ook buiten de Verenigde Staten gebruikt.

## Verenigde Staten
Sinds 1776 was de spreuk het motto van de Verenigde Staten, voorgesteld door Pierre Eugene du Simitiere en aangenomen door de commissie voor het Grootzegel van de Verenigde Staten. De zin is terug te vinden op alle officiële documenten van de Verenigde Staten in het Great Seal. De zin komt oorspronkelijk uit het gedicht Moretum dat toegeschreven wordt aan de Romeinse dichter Vergilius. In 1956 werd In God We Trust het officiële nationaal motto.
De spreuk refereert aan de eenheid die de afzonderlijke staten van de Verenigde Staten vormen. De Verenigde Staten maakt dus gebruik van de oude taal van de Romeinen om zijn centrale identiteit mee uit te drukken. Vrijheid is de belangrijkste doelstelling van de constitutie van de Verenigde Staten. En ook dat is afkomstig van het Romeinse Rijk, waarin Libertas een godin was die door Romeinse keizers werd gebruikt op munten om de indruk te wekken dat vrijheid het hoogste goed was dat zij probeerden te beschermen.
De reden dat de Verenigde Staten symbolen heeft van de Romeinse wereld is niet dat men het Romeinse Rijk van de 21e eeuw wil zijn, maar omdat de Romeinen lang geleden de sjabloon hebben gesmeed voor de beeldvorming van de macht. Het symbool daarvan is de adelaar, door de Romeinen gebruikt op hun legerstandaarden. Deze Romeinse adelaar werd door Napoleon Bonaparte als symbool voor zijn persoonlijke macht gebruikt, toen hij zich in navolging van de Romeinse keizers tot keizer kroonde.  Tegenwoordig prijkt een adelaar in het midden van het Grootzegel van de Verenigde Staten van Amerika, samen met het motto E Pluribus Unum.
E Pluribus Unum staat ook geschreven op het gietijzeren voetstuk van het vrijheidsstatuut dat zich boven op de “Capitol Dome” van de VS bevindt, en op de eencentmunt, de vijfcentmunt en het Amerikaanse kwartje.

## Europese Unie
In 2000 heeft de Europese Unie een soortgelijk motto aangenomen, in varietate concordia (“eenheid in verscheidenheid”), dat bekend staat als het Europese motto.

## Benfica
De Portugese, voornamelijk van voetbal bekende, sportclub Sport Lisboa e Benfica, beter bekend als Benfica, voert deze wapenspreuk sinds haar oprichting.